# Staré Jesenčany
Staré Jesenčany (en allemand : Alt Jesnitschan) est une commune du district de Pardubice, dans la région de Pardubice, en République tchèque. Sa population s'élevait à 420 habitants en 2024.

## Géographie
Staré Jesenčany se trouve à 5 km au sud-ouest du centre de Pardubice, à 24 km au sud de Hradec Králové et à 95 km à l'est de Prague.
La commune est limitée par Pardubice au nord et à l'est, par Mikulovice au sud-est, par Dřenice au sud, et par Třebosice à l'ouest.

## Histoire
La première mention écrite de la localité date de 1384.

## Galerie

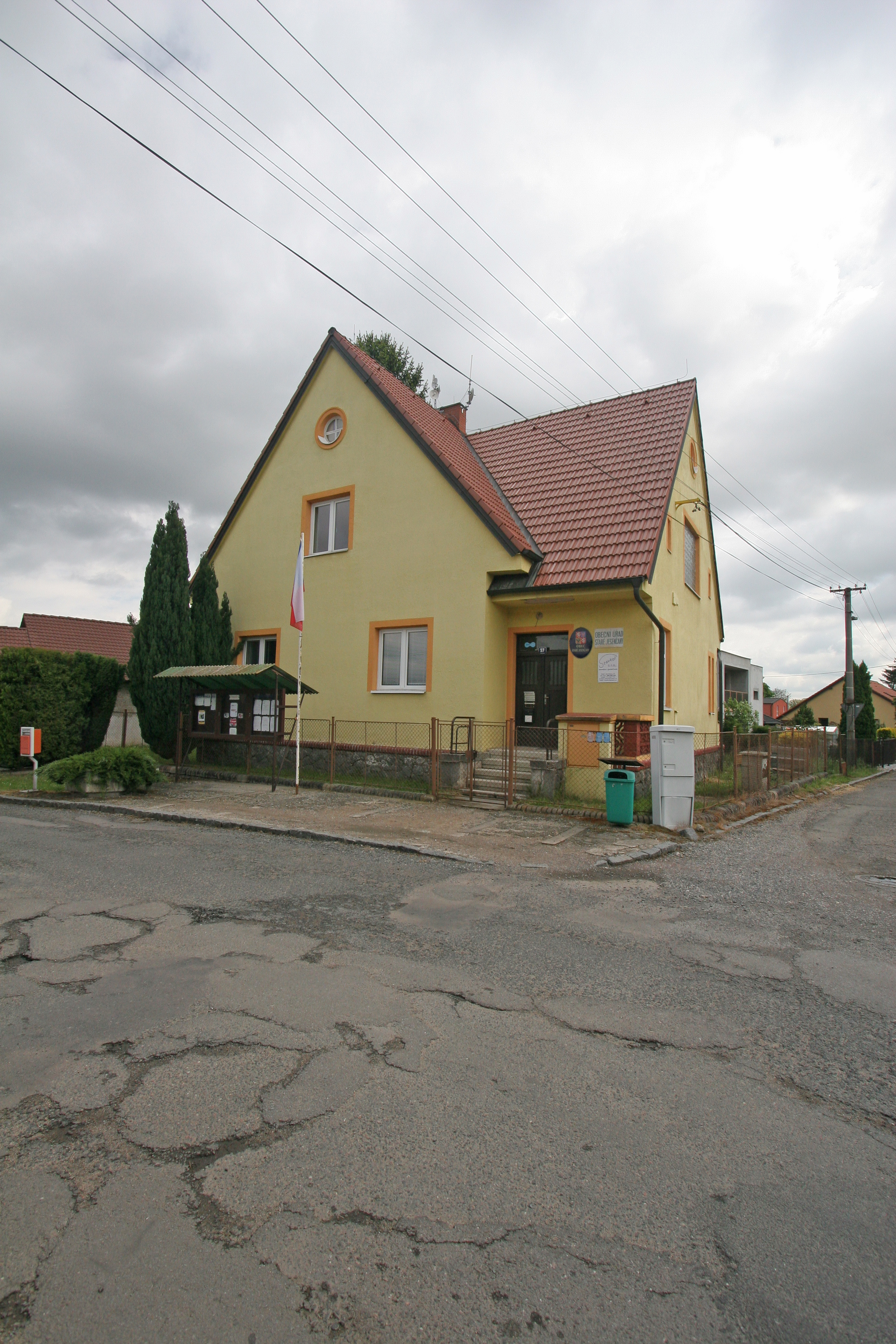
Mairie.
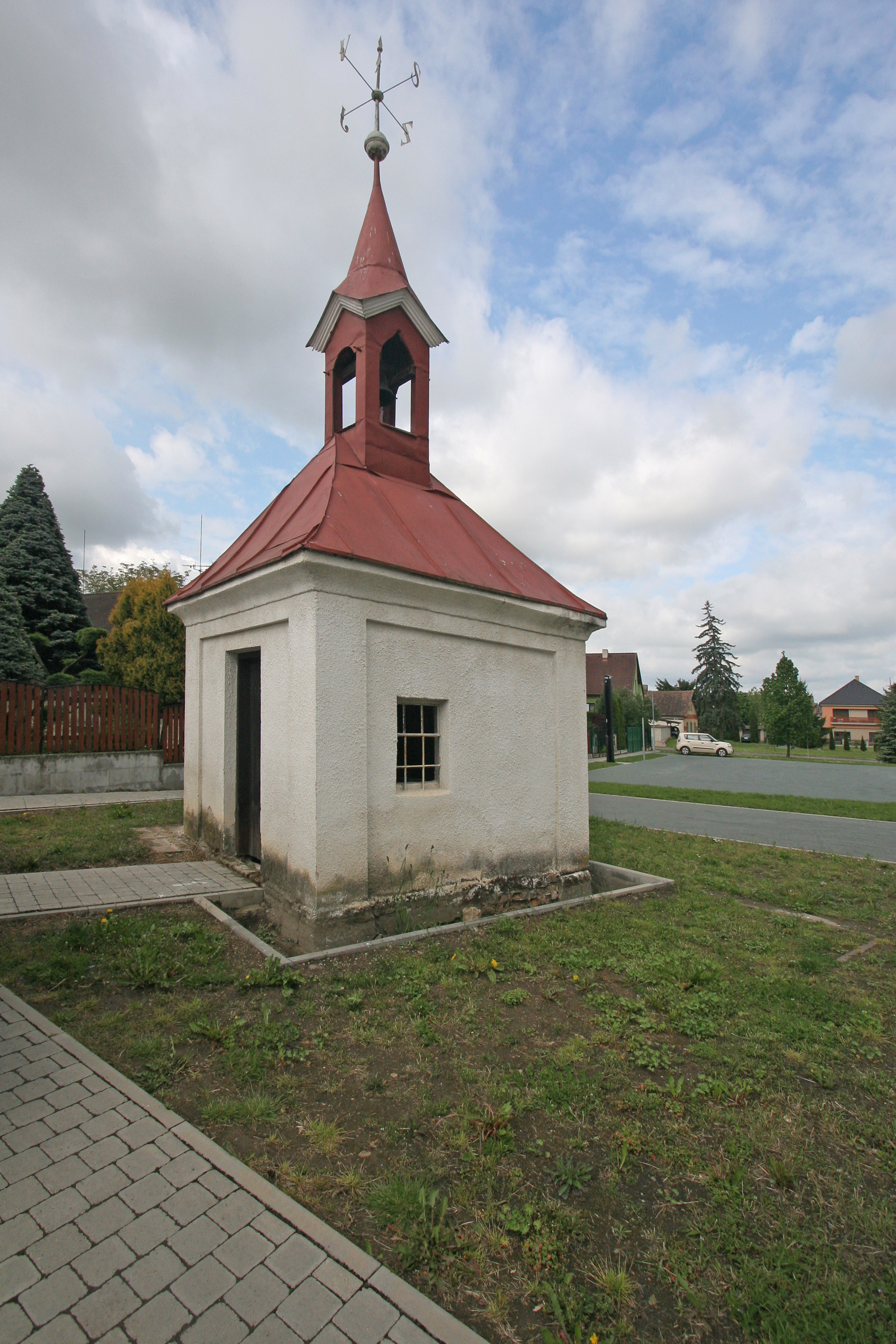
Chapelle.
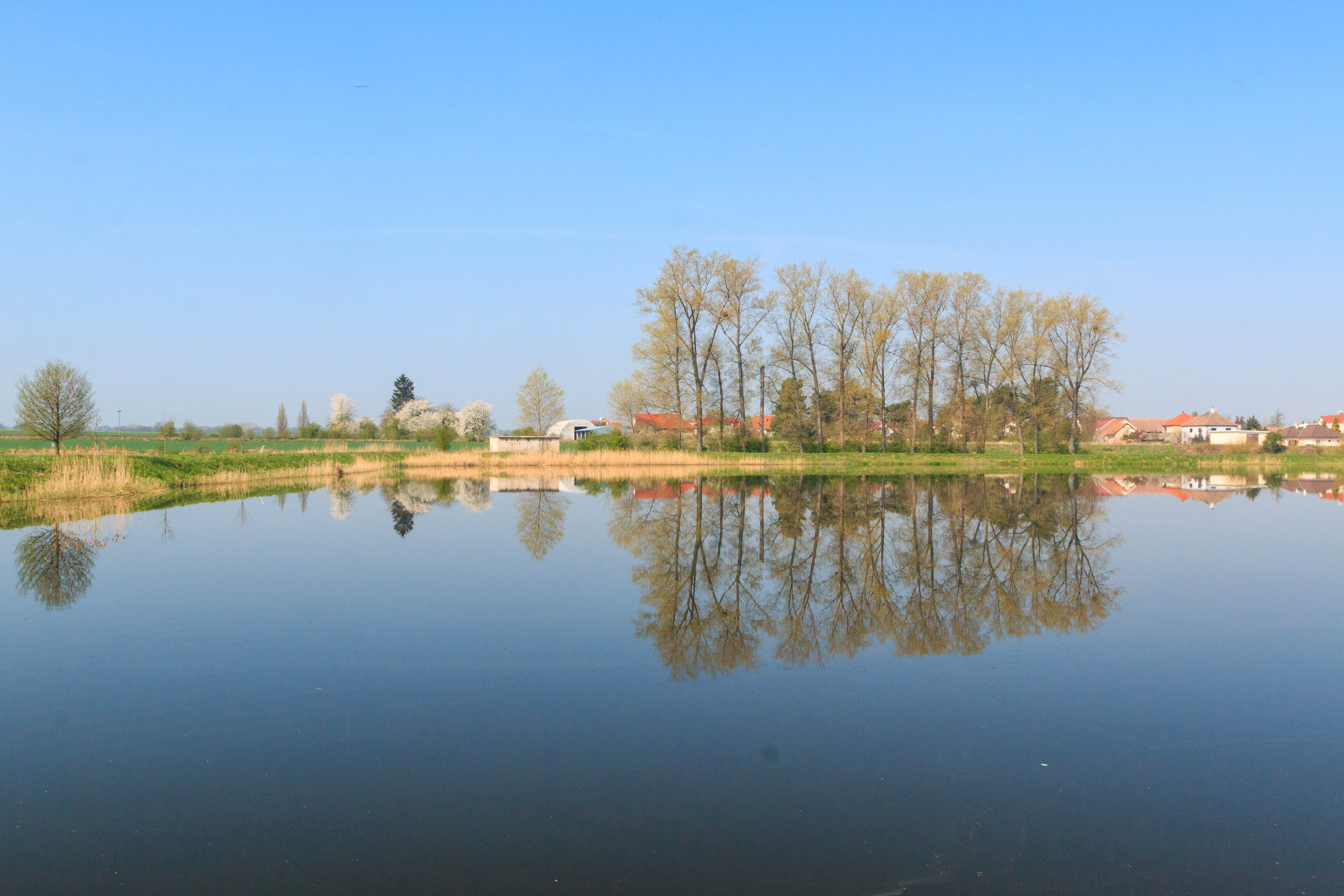
Étang à Staré Jesenčany.

## Transports
Par la route, Staré Jesenčany se trouve à 6 km de Pardubice et à 115 km de Prague. 